# قحطان محمد الشعبي
قحطان محمد الشعبي (1923م- 1981م) أول رئيس لجمهورية اليمن الجنوبية الشعبية في الفترة من 1967م إلى 1969م والتي عرفت فيما بعد بجمهورية اليمن الديمقراطية الشعبية.

## حياته

### نشأته وتعليمه
ولد في وادي شعب، أحد أودية مدينة طور الباحة عاصمة إقليم الصبيحة عام 1923م ولم يرَ أباه قط فقد ولد يتيماً حيث توفي والده قبل أشهر من ولادته.
كفله بالرعاية قريبه الشيخ عبد اللطيف عبد القوي الشعبي شيخ «وادي شعب» وهو والد الشهيد المناضل فيصل. وقحطان هو ثالث أخويه، حيث يكبره شقيقان هما سعيد وقد توفي في سن الشباب وقبل انطلاق ثورة 14 أكتوبر بسنوات كثيرة، ومريم وقد توفيت في ثمانينات القرن الماضي بعد رحيل قحطان عن الدنيا.
في سن الطفولة قام قحطان برعي الأغنام في وادي شعب، وعندما كبر قليلاً أنزله الشيخ عبد اللطيف إلى عدن للدراسة. في البداية تعلم قحطان في وادي شعب القراءة والكتابة وحفظ أجزاء من القرآن الكريم، وعندما كَبُر قليلاً أنزله الشيخ عبد اللطيف إلى عدن وألحقه بالدراسة في «مدرسة جبل حديد» التي كانت تعرف أيضاً ب «مدرسة أولاد الأمراء» وأحياناً تعرف ب«مدرسة أبناء الشيوخ» لوجود عدد من أبناء السلاطين وأهم الشيوخ يدرسون بها، وهذه المدرسة هي أشهر مدرسة في تاريخ عدن حتى اليوم، ولا تزال معالم المدرسة قائمة.
في أوائل الأربعينات من القرن المنصرم توجه قحطان في بعثة دراسية إلى السودان، وكان التعليم الجامعي هناك متطوراً لوقوعه تحت إشراف السلطات البريطانية حيث كان السودان يرزح حينئذٍ تحت الاحتلال البريطاني، وأكمل قحطان تعليمه بتخرجه مهندساً زراعياً في كلية الزراعة بجامعة جوردون بالخرطوم ليكون أول مهندس زراعي بين أبناء الجزيرة العربية وهو أيضاً الوحيد بين رؤساء اليمن جنوباً وشمالاً المتخرج جامعياً (في 10 أكتوبر 2010 صدر العدد الأول من صحيفة «اليقين» اليمنية مزدانة بصور رؤساء اليمن شمالا وجنوبا وقدّمت نبذات عنهم فذكرت أن قحطان الشعبي هو الأعلى تعليماً بين رؤساء اليمن..وأشارت إلى أن الشعبي حاصل على بكالوريوس في الهندسة الزراعية وأن ثلاثة ممن خلفوه في الحكم حاصلين على الشهادة الابتدائية فقط وهم سالم ربيع علي وعبد الفتاح إسماعيل الجوفي وعلي سالم البيض).

### عمله السياسي
مارس العمل السياسي وهو في سن الشباب عندما كان طالباً جامعياً بالسودان فقاد المظاهرات ووزع المنشورات المعادية للاحتلال البريطاني للسودان وتعرض جراء ذلك للاعتقال والضرب مراراً
بعد تخرجه عاد إلى عدن ومارس العمل في مجاله كمهندس زراعي، وعمل لفترة مديراً للزراعة (وزيراً للزراعة) في أبين، وفي بداية الخمسينات من القرن الفائت انتقل للعمل في المنطقة الشرقية من الجنوب أي حضرموت حيث عمل ناظراً للزراعة (أي وزيراً للزراعة) لسلطنتي حضرموت وهما القعيطية والكثيرية، وفي أواسط الخمسينات عاد إلى ما كان يعرف بسلطنة لحج المجاورة لإقليم الصبيحة، السلطنة العبدلية عمل قحطان مديراً للزراعة (أي وزيراً للزراعة بالسلطنة).
تفوق قحطان في مجال عمله مما أتاح له خلال سنوات قليلة أن يمنحه البريطانيون في عدن درجة وظيفية رفيعة كانت هي الأعلى على الإطلاق ولم يكن حينها يحملها من أبناء الجنوب سوى ثلاثة فقط أحدهم هو قحطان الذي كان أصغرهم سناً وكان ذلك يثير عليه غيرة وحسد الآخرين، ويجب أن نعلم بأنه في عهد الاستعمار البريطاني كان للدرجات الوظيفية والرتب العسكرية والأوسمة قيمة عالية فلم تكن تمنح إلا لاعتبارات موضوعية ووفق شروط صعبة ودقيقة.
في مطلع الخمسينات من القرن العشرين أصبح قحطان الشعبي واحداً من مؤسسي «رابطة أبناء الجنوب» التي اعتبرت حينئذ حزباً تقدمياً ووحدوياً فقد كانت تطالب باستقلال الجنوب ووحدته وهي دعوة تعد متقدمة مقارنة بما كانت بعض أحزاب عدن تدعو إليه من استقلال لعدن وحدها ومنحها حكماً ذاتياً يؤدي إلى قيام دولة في عدن فقط) وتزعّم محمد علي لقمان هذه الدعوة ووضع كتاباً بعنوان «عدن تطلب الحكم الذاتي» وكان هو وولده علي يتبنيان فكرة «القومية العدنية»).
مع ازدياد النشاط السياسي لقحطان كقيادي رابطي مناهض للاستعمار دخلت القوات البريطانية في عام 1958م إلى «الحوطة» عاصمة سلطنة لحج لاعتقاله ولحسن الحظ كان حينها موجوداً في عدن فاتجه إلى منطقة «الوهط» القريبة من «الحوطة» ونزل لساعات عند أصدقاء حميمين له ومن ثم غادر إلى تعز في المملكة المتوكلية اليمنية، ومن تعز اتجه للقاهرة طالباً اللجوء السياسي.
أسس المناضل فيصل عبد اللطيف الشعبي فرع حركة القوميين العرب في اليمن عام 1956م عندما كان طالباً بالمرحلة الثانوية في مصر، وانضم قحطان وآخرون إلى الحركة بشكل سري.. وفي عام 1960م استقال قحطان وزملاؤه من الرابطة وبينهم سيف الضالعي، علي أحمد السلامي، طه مقبل، سالم زين محمد، علي محمد الشعبي، أحمد عبده جبلي، وعبد الكريم سروري وغيرهم، وأوضح بيان استقالتهم الأسباب التي كان من أهمها أن الرابطة انحرفت عن المبادئ والأهداف القومية وذلك لإحيائها الدعوة الانفصالية القديمة التي كانت تهدف لإقامة دولة مستقلة بعدن والإمارات ليست يمنية الهوية.
في أكتوبر 1959 وضع قحطان وفيصل كتيباً باسم حركة القوميين العرب بعنوان «اتحاد الإمارات المزيف مؤامرة على الوحدة العربية» يعتبر أهم وثيقة سياسية وطنية خلال مرحلة الاحتلال البريطاني لجنوب العربي، وفي هذا الكتيب ظهرت أول دعوة لانتهاج الكفاح المسلح وسيلة لتحرير جنوب اليمن.
في مايو 1962م صدر لقحطان كتابه الشهير «الاستعمار البريطاني ومعركتنا العربية في جنوب اليمن» (وهو أهم مرجع للباحثين عن حقيقة أوضاع جنوب اليمن في زمن الاحتلال البريطاني) وكرر فيه دعوته القديمة لإقامة الجبهة القومية على مستوى اليمن لتعمل على إقامة نظام جمهوري في الشمال اليمني ومن ثم الانطلاق لتحرير الجنوب اليمني من الاستعمار البريطاني وهذا الكتاب نشر قبل 26 سبتمبر 1962م بنحو أربعة أشهر، وعقب 26 سبتمبر 1962م انتقل قحطان من القاهرة إلى صنعاء، وبضغط من قادة حركة القوميين العرب باليمن عُيّن مستشاراً للرئيس عبد الله السلال لشؤون الجنوب المحتل، ثم بضغط من أبناء الجنوب المتواجدين بالشمال لدعم النظام الجمهوري الوليد عُيّن قحطان رئيساً لمصلحة الجنوب بصنعاء (أو ما كان يعرف بمكتب الجنوب بصنعاء) حتى تكون له سلطات تنفيذية فيما يتصل بقضايا أبناء الجنوب.
في فبراير 1963م ترأس اجتماعاً لعدد كبير من أبناء الجنوب الأحرار المتواجدين في الشمال، وأعقب ذلك بيان بقيام جبهة لتحرير جنوب اليمن المحتل وهي التي أصبح اسمها لاحقاً الجبهة القومية لتحرير جنوب اليمن المحتل والتي أصبح قحطان أميناً عاماً لها وظل في هذا الموقع حتى تحقق الاستقلال في 30 نوفمبر 1967م وظلَّ فيه وهو رئيس لدولة الاستقلال (جمهورية اليمن الديمقراطية الشعبية) وحتى استقالته في 22 يونيو 1969. وقام أثناء حرب التحرير بتمثيل الجبهة القومية في كثير من المؤتمرات والزيارات لدول عربية وغير عربية من المؤيدة لحركات التحرر الوطني، وكانت الجبهة قد تشكلت من عدد من المنظمات السرية في الجنوب أهمها فرع حركة القوميين العرب بقيادة فيصل عبد اللطيف.
في 13 أكتوبر 1963 هاجمت قوات لحكومة الاتحاد الفيدرالي للجنوب مجموعة من مشيخة القطيبي بردفان (عادت من الشمال بعد مشاركتها في القتال بالصف الجمهوري) وجاء هذا الهجوم كَردّ فعل في اليوم التالي لمحاولة بعض من آل لبوزة (وينتمون للقطيبي) اغتيال الشيخ محمود حسن علي لخرم نائب أمير الضالع في مشيخة القطيبي، وقُتل في الهجوم الإتحادي اثنان من أهل ردفان (أحدهما الشيخ راجح غالب لبوزة العائد من الشمال) وأُصيب أربعة فيما انسحبت القوات الإتحادية سالمة بعد أن عاقبت من حاولوا اغتيال لخرم، وفي مساء اليوم التالي 14 أكتوبر وصلت أنباء المعركة إلى قيادة الجبهة القومية المتواجدة بشمال اليمن (قحطان الشعبي ونائبه بمكتب الجنوب ناصر السقاف) فكتب الشعبي من فوره بياناً باسم الجبهة يعلن ثورة تحرير الجنوب ابتداءً من 14 أكتوبر 1963 وأوصل السقاف البيان إلى إذاعات مصر واليمن فلم تبثّه فقد انزعجت القيادة اليمنية والقيادة المصرية باليمن (الحاكم الفعلي باليمن حينئذ وحتى انسحاب القوات المصرية من اليمن في أكتوبر 1967) من تحديد موعد للثورة فليستا على استعداد لاستعداء بريطانيا التي تحتل الجنوب. وفي 17 أكتوبر صدر بيان عن حكومة الاتحاد حول أحداث ردفان في 12 و 13 أكتوبر فكتب الشعبي في 18 أكتوبر بياناً آخر باسم الجبهة يحمس أبناء الجنوب وبخاصة أبناء ردفان لمقاومة الاحتلال البريطاني وحكومة الاتحاد ولم يحدد فيه يوم بدء الثورة ولكنه بشّر بقرب حدوثها، وبعد مماطلات وافقت السلطات المصرية على مضض على بثه من إذاعات مصر واليمن فبث في 26 أكتوبر! وكان الهدوء قد ساد ردفان فأشعل بيان الجبهة الفتيل فاندلعت انتفاضة قبلية في ردفان ضد القوات البريطانية والإتحادية ووفّر قحطان الدعم بكافة أشكاله للمقاتلين هناك وجعل من ردفان أول جبهة قتال في ثورة التحرير، وعُيّن لها قائداً من دثينة هو عبد الله المجعلي (لاحقاً ترك الجبهة القومية إلى جبهة التحرير التي أنشأها جهاز الاستخبارات المصري في يناير 1966 بهدف أن تكون بديلا للجبهة القومية لأن قيادتها لم تكن ترضخ لرغبات القاهرة. وفي 1967م توفي المجعلي بالشمال اليمني في حادث مروري).
قدم قحطان أول دعم «شخصي» للمقاتلين بردفان وكان عبارة عن 25000 (خمسة وعشرين ألف) طلقة رصاص من أصل 30000 (ثلاثين ألف) طلقة كان قد سلّمها للملازم ثابت علي مكسر الصبيحي لاستخدامها في الصبيحة وكان مخططاً أن تنطلق حرب التحرير من هناك فجاءت أحداث ردفان ولم يفوتها الشعبي وقام بتحويلها من مجرد انتفاضة قبلية إلى ثورة مسلحة لتحرير الجنوب كله، فأمر الملازم ثابت بنقل 25000 طلقة إلى ردفان لدعم المقاتلين، ونفذ ثابت المهمة بسرعة ونجاح (لا يزال حياً يرزق حتى كتابة هذه الفقرة في 30 نوفمبر 2010 ويعيش بالصبيحة ونتيجة إهمال سلطات دولة الوحدة اليمنية في علاج بصره صار كفيفاً فلا حول ولا قوة إلا بالله).
في يناير 1964 أوصل قحطان بنفسه إلى جبهة القتال بردفان (عبر قعطبة) أول قافلة دعم عسكري وإنساني مقدم باسم الجبهة القومية وحملت الدعم قافلة من الدواب وكان هو يسير على قدميه.
ــ شارك قحطان في عدد من معارك جبهتي ردفان والضالع. ودخل متخفياً إلى مستعمرة عدن عشرات المرات خلال حرب التحرير، وكان في حي المنصورة بعدن عندما وقع الاقتتال الأهلي الأول في سبتمبر 1967 بين الجبهة القومية وجبهة التحرير وكاد أن يقتل فيها عندما سقطت قذيفة على المنزل الذي كان يقيم فيه مع بعض مناضلي الجبهة القومية فغادروا إلى حي الشيخ عثمان، وقد انتابت عبد الفتاح إسماعيل حالة من القشعريرة مع حُمى عقب سقوط القذيفة وعندما غادروا إلى الشيخ عثمان بسيارة فإن الدوريات البريطانية أوقفتها أكثر من مرة للتفتيش فكان قحطان يشير إلى عبد الفتاح ويقول بأنهم ذاهبون لإسعافه فكان الإنجليز يرثون لمنظر عبد الفتاح المتهالك فيتركون السيارة تمر سريعا بدون تفتيش وكان قحطان يضحك ويقول «والله نفعتنا يا عبد الفتاح بحالتك هذه».
في 13 يناير 1966 وبترتيب من المخابرات العامة المصرية بقيادة صلاح نصر تم الإعلان عن قيام تنظيم سياسي جديد هو «جبهة تحرير جنوب اليمن المحتل» التي ضمت عدداً من السلاطين والأمراء السابقين وبعض الشخصيات السياسية التي عارضت أسلوب الكفاح المسلح عندما بدأت ثورة 14 أكتوبر، وبموافقة وتوقيع عضو واحد من قيادة الجبهة القومية (علي السلامي) تم ضم الجبهة القومية إلى جبهة التحرير، فأعلن قحطان الشعبي من القاهرة عدم شرعية ضم الجبهة القومية إلى جبهة التحرير وقال «إن اندماج الجبهة القومية لتحرير جنوب اليمن المحتل مع أي تنظيم آخـر ـ إذا ما وجد هذا التنظيم ـ لن يقرره حسب ما ينص عليه الميثاق الوطني للجبهة القومية والنظام الداخلي لها عضو قيادي أو عضو عادي من أعضائها أو مجموعة منها، ولا يقرره حتى مجلسها التنفيذي أو مجلسها الوطني، بل يقرر المؤتمر الوطني للجبهة القومية الذي يضم المجلس التنفيذي والمجلس الوطني وممثلين لكل قواعد الجبهة العسكرية والشعبية»، وأعتبر الشعبي أن تلك مؤامرة للقضاء على الجبهة القومية بعد أن أخذت الثورة المسلحة في الجنوب تحقق المزيد من الانتصارات، وعلى إثر ذلك أحتجزته السلطات المصرية (منعته من مغادرة مصر) كما أحتجزت رفيق دربه فيصل عبد اللطيف.
بعد نحو 9 أشهر من احتجازه تمكن فيصل من تضليل الأجهزة المصرية وغادر إلى بيروت ومنها إلى الجنوب عبر تعز وعقد بأواخر نوفمبر 1966 المؤتمر الثالث للجبهة القومية في منطقة «حُمر» باليمن الشمالي والقريبة من «قعطبة» وأقر المؤتمر فصل الجبهة القومية عن جبهة التحرير، وظل قحطان محتجزاً بمصر حتى وقعت الهزيمة المصرية السورية الأردنية أمام إسرائيل في 5 يونيو 1967 فأعادت القاهرة النظر في سياساتها الداخلية والخارجية واستقبل الرئيس المصري جمال عبد الناصر المناضل قحطان الشعبي واعتذر له عن احتجازه بمصر وعن الموقف المصري من الجبهة القومية محملا المسؤولية لمدير جهاز المخابرات العامة المصرية صلاح نصر لأنه كان يضلله بمعلومات خاطئة عن الجبهة القومية وعن ما يحدث في الجنوب، ومن ثم سمح عبد الناصر للشعبي بمغادرة مصر فغادرها في أغسطس 1967 إلى الجنوب عبر تعز ومصطحباً معه العضو القيادي بالجبهة القومية عبد الفتاح إسماعيل الذي كان قد إنضم إلى جبهة التحرير وهجر اليمن جنوبا وشمالا منذ شهر مايو 1966 واستقر في العاصمة المصرية رافضاً حتى العودة لليمن للمشاركة في أعمال المؤتمر الثاني للجبهة القومية المنعقد في «جبلة» باليمن الشمالي في يوليو 1966 والمؤتمر الثالث المنعقد في «حُمر» في نوفمبر 1966!
منذ يونيو 1967 أخذت الجبهة القومية في الاستيلاء على السلطة في السلطنات والإمارات والمشيخات فيما لم تنجح جبهة التحرير في الاستيلاء على السلطة في أي منطقة فقام مقاتليها في عدن بمهاجمة رجال الجبهة القومية في 3 نوفمبر 1967 واستمر الاقتتال الأهلي بين الجبهتين في عدن إلى 6 نوفمبر عندما شارك الجيش والأمن العربيين في القتال في صف الجبهة القومية التي كان لها تنظيم واسع داخلهما وهو ما كانت تفتقده جبهة التحرير، ولقيت جبهة التحرير هزيمة فادحة في الاقتتال الأهلي وهربت فلول مقاتليها إلى اليمن الشمالي، وهكذا سيطرت الجبهة القومية في 6 نوفمبر 1967 على كامل أرجاء عدن (باستثناء الأماكن التي تجمع فيها البريطانيون) ولأنها كانت قد استولت أيضاً على السلطة في السلطنات والإمارات والمشيخات لذا أضطر البريطانيون للاعتراف بأن «الجبهة القومية صارت هي الحكومة الفعلية في الجنوب العربي»، وترأس قحطان الشعبي وفد من الجبهة القومية إلى مباحثات الاستقلال بجنيف امام الوفد البريطاني برئاسة اللورد شاكلتون، وضم وفد الجبهة القومية كل من: فيصل عبد اللطيف، سيف الضالعي، خالد عبد العزيز، عبد الله صالح العولقي (سبعة)، عبد الفتاح إسماعيل، ومحمد أحمد البيشي... وكان أحمد علي مسعد الشعيبي سكرتيراً للوفد... كما رافق الوفد عدداً من المستشارين في الشؤون العسكرية والمالية والاقتصادية والقانونية.
بدأت مباحثات الاستقلال في 21 نوفمبر 1967، وفي صباح 28 نوفمبر عقدت الجلسة الأخيرة واستمرت طوال النهار والليل إلى اليوم التالي، وعند ظهيرة يوم 29 نوفمبر 1967 دُعي الصحفيون ومراسلو وكالات الأنباء للدخول إلى القاعة التي عقدت فيها مباحثات الاستقلال ليشهدوا اللحظة التاريخية لحظة توقيع قحطان الشعبي ولورد شاكلتون على اتفاقية استقلال جنوب اليمن وذلك بعد احتلال بريطاني للجنوب دام نحو 129 عاماً بدأ باحتلال عدن في 19 يناير 1839 وانتهى بخروج آخر قوات للاحتلال في 29 نوفمبر 1967م من عدن بهزيمة لم تشهد بريطانيا مثيلاً لها في أية مستعمرة لها في العالم.
في صباح يوم الاستقلال 30 نوفمبر 1967 إزدحمت ساحات وشرفات مطار عدن وما جاوره من طرقات بعشرات الآلاف من الرجال والنساء الذين قدموا من مختلف مناطق الجنوب لإستقبال قحطان الشعبي والوفد العائد من جنيف بعد أن انتزع من الوفد البريطاني استقلالا كاملا على مستوى السيادتين الداخلية والخارجية، وقالت وكالات الأنباء بأن الشعب استقبل في عدن قحطان الشعبي كبطل تاريخي، وعلى طول الطريق من مطار عدن بحي خورمكسر إلى مقر الحكم بحي التواهي (مقر المندوب السامي البريطاني سابقاً) اكتظ جانبي الطريق بالجماهير التي أخذت تهتف بحياة الشعبي والجبهة القومية.ــ في يوم الاستقلال انتخبت القيادة العامة للجبهة القومية المناضل قحطان الشعبي رئيساً لجمهورية اليمن الجنوبية الشعبية لمدة عامين وكلفته بتشكيل الحكومة واعلان الاستقلال رسمياً.
في مساء يوم الاستقلال أقيم حفل جماهيري ضخم في مدينة الإتحاد (مدينة الشعب لاحقاً) ألقى فيه الرئيس قحطان الشعبي بيان إعلان الاستقلال، وفي نفس اليوم شكل حكومة صغيرة من 13 وزارة برئاسته.
نتيجة للتحكم الداخلي لدولة الاستقلال من قبل اليساريين
قدم الرئيس قحطان الشعبي إلى القيادة العامة للجبهة القومية استقالته من كافة مناصبه في 22 يونيو 1969 وكذلك استقال فيصل عبد اللطيف الذي كان قد تولى رئاسة الحكومة في أبريل 1969 وقام في عدن نظام حكم ماركسي حتى توحد البلاد مع اليمن الشمال عام 1990 الجمهورية العربية اليمنية
إتسم عهد الرئيس قحطان الشعبي بالاعتدال وكان اشتراكياً معتدلا على طريقة الاشتراكية العربية في مصر والجزائر، وكان عهده أبيضاً فلم تُرِق فيه السلطة قطرة دم غيلة، ورفض الرئيس قحطان تنفيذ حكم الإعدام بحق عدد من سلاطين وحكام العهد الاستعماري حوكموا بعد الاستقلال حضورياً أمام محكمة أمن الدولة بعدن (برئاسة عبد الله الخامري عضو القيادة العامة للجبهة القومية) فقضت بإعدامهم وأصر اليساريون المزايدون في القيادة العامة للجبهة القومية على تنفيذ الإعدام لكن الرئيس رفض التنفيذ ولجأ لاختصاصاته كرئيس للجمهورية فخفف الحكم إلى السجن لمدة 10 أعوام.

## وفاته
فارق قحطان الشعبي الحياة وعمره يقارب 57 عاماً، وأثناء اعتقاله توسط كثير من الحكام العرب والأجانب لدى عدن لإطلاق سراحه وذلك أثناء رئاسة ربيع ثم عبد الفتاح فعلي ناصر لكن دون جدوى. وهكذا فإنه بوفاة قحطان أثناء احتجازه من قبل السلطة ببلاده يكون قحطان الشعبي هو الرئيس العربي الوحيد الذي يموت وهو تحت الاحتجاز بل كان الرئيس العربي الوحيد الذي تعتقله السلطة في بلاده فهناك رؤساء كمحمد نجيب بمصر، نور الدين الأتاسي بسوريا، وأحمد بن بلة بالجزائر، تم الانقلاب عليهم عسكرياً لكن السلطة الجديدة لم تودعهم المعتقلات فقد وضع كل منهم تحت الإقامة الجبرية لبضع سنين ثم أطلق سراحه (والإقامة الجبرية هي وضع أهون كثيراً من الاعتقال فهي تسمح للمحتجز بالعيش بين أسرته ويحق له استقبال بعض الزوار أو الخروج لزيارة الأقارب والأصدقاء وذلك بالتنسيق مع الجهة الرسمية المختصة برعايته) أما قحطان الشعبي فظل حتى وفاته رهن الاعتقال بل الاعتقال الانفرادي ولم يسمح له حتى بحضور حفل زفاف ابنه نجيب الذي أقيم بعدن في 1976م وهو ابنه الوحيد الذي تزوج وقحطان على قيد الحياة، فكان اعتقال الرئيس قحطان بعد مغادرته السلطة والطرق القذرة التي عومل بها (حتى أنه منع عنه السكين والشوكة اللتان تستخدما لتناول الطعام كما حرم عليه حيازة الأقلام !) وصمة عار كبيرة لنظام حكم اليسار الطفولي بعدن.
رفض بعض أعضاء المكتب السياسي للحزب الاشتراكي اليمني (الذي تأسس في 1978 كبديل للجبهة القومية) إخراج جنازة لقحطان الشعبي لكن علي عنتر نائب الرئيس علي ناصر محمد أصر على إخراجها وفرض ذلك، وشاركت جماهير غفيرة في السير تشييع جثمان الشعبي بينهم مئات من مناضلي حرب التحرير الذين كانوا قد تواروا في زمن الحكم الماركسي فقدموا من مختلف المحافظات ليودعوا الرجل الذي قادهم في مرحلة حرب التحرير، وجرى دفن جثمان قحطان في مقبرة الشهداء بحي «كريتر».

## أسرته
زوجته هي الشقيقة الوحيدة لفيصل عبد اللطيف الشعبي، وقد توفيت في صنعاء في عام 1998م. وقد أنجبت له: نجيب، ناصر، آمال، ونبيل.

## مواضيع متعلقة
1. إقليم الصبيحة
2. مدينة طور الباحة

| المناصب السياسية        | المناصب السياسية                                 | المناصب السياسية   |
| ----------------------- | ------------------------------------------------ | ------------------ |
| سبقه الاحتلال البريطاني | رئيس جمهورية اليمن الجنوبية الشعبية 1967 - 1969م | تبعه سالم ربيع علي |

## روابط خارجية
- قحطان محمد الشعبي على موقع مونزينجر (الألمانية)